# Luisarmasius insulaepinorum
Luisarmasius insulaepinorum är en spindeldjursart som först beskrevs av Armas 1977.  Luisarmasius insulaepinorum ingår i släktet Luisarmasius och familjen Hubbardiidae. Inga underarter finns listade i Catalogue of Life.